# Málaga (provins)
Provincia de Málaga är en provins i Andalusien i södra Spanien. Huvudstaden heter även den Málaga. Ytan är 7 306 km² och den totala folkmängden uppgick år 2021 till 1.700.752 invånare.
Huvudnäringen är turism, vilket särskilt gäller i orterna utmed Costa del Sol.

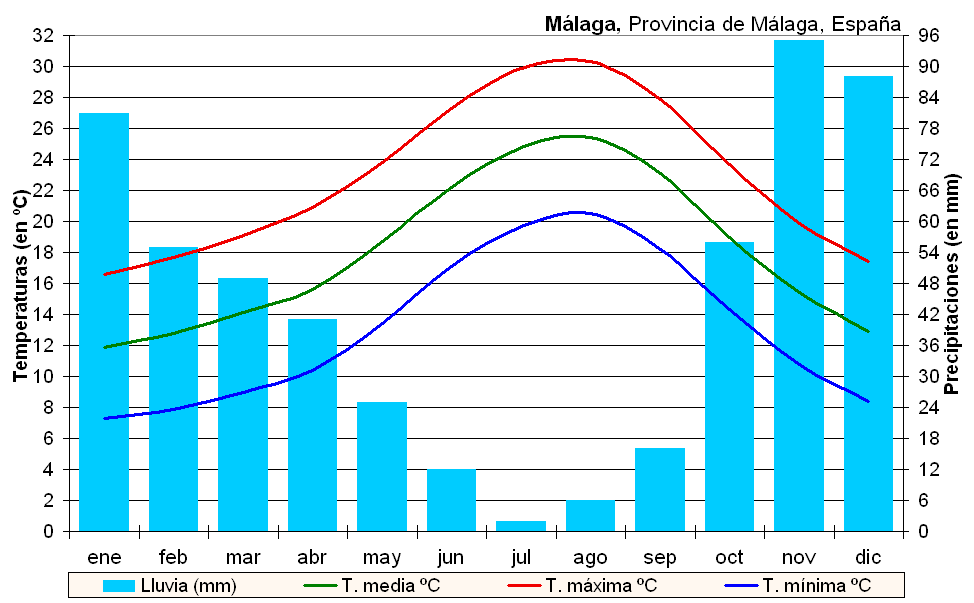
Klimatdiagram för orten Málaga.